# Museo Universitario del Chopo

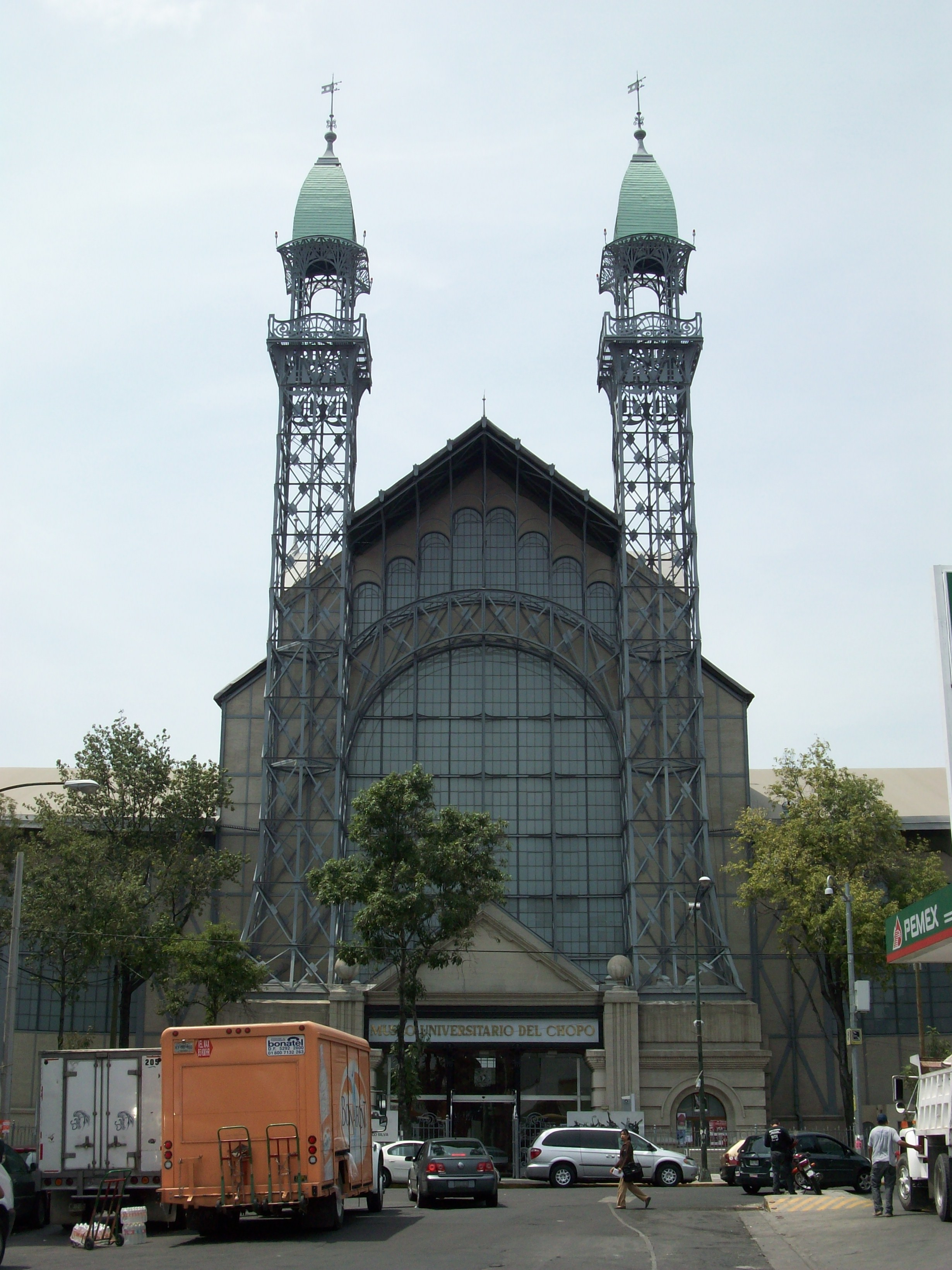
Museo del Chopo

Das Museo Universitario del Chopo ist ein Museum in Mexiko-Stadt.
Das Museum liegt in der colonia Santa María la Ribera (Stadtviertel) nördlich des Stadtzentrums, nahe der Universidad Politécnica del Valle de México. Das einer Basilika ähnliche Gebäude ist eine filigrane schlanke Konstruktion aus sichtbarem Fachwerk aus Eisen bzw. Stahl, Glasflächen und leichter Ziegelsteinausfachung mit zwei, der Fassade etwas vorgesetzten, etwa 50 Meter hohen, unverkleideten Stahlfachwerktürmen. Neben sechs Galerien, unter anderem zur mexikanischen Malerei des 20. Jahrhunderts, gibt es im Inneren ein Kino, ein Café, eine Bibliothek und ein Archiv.

## Geschichte

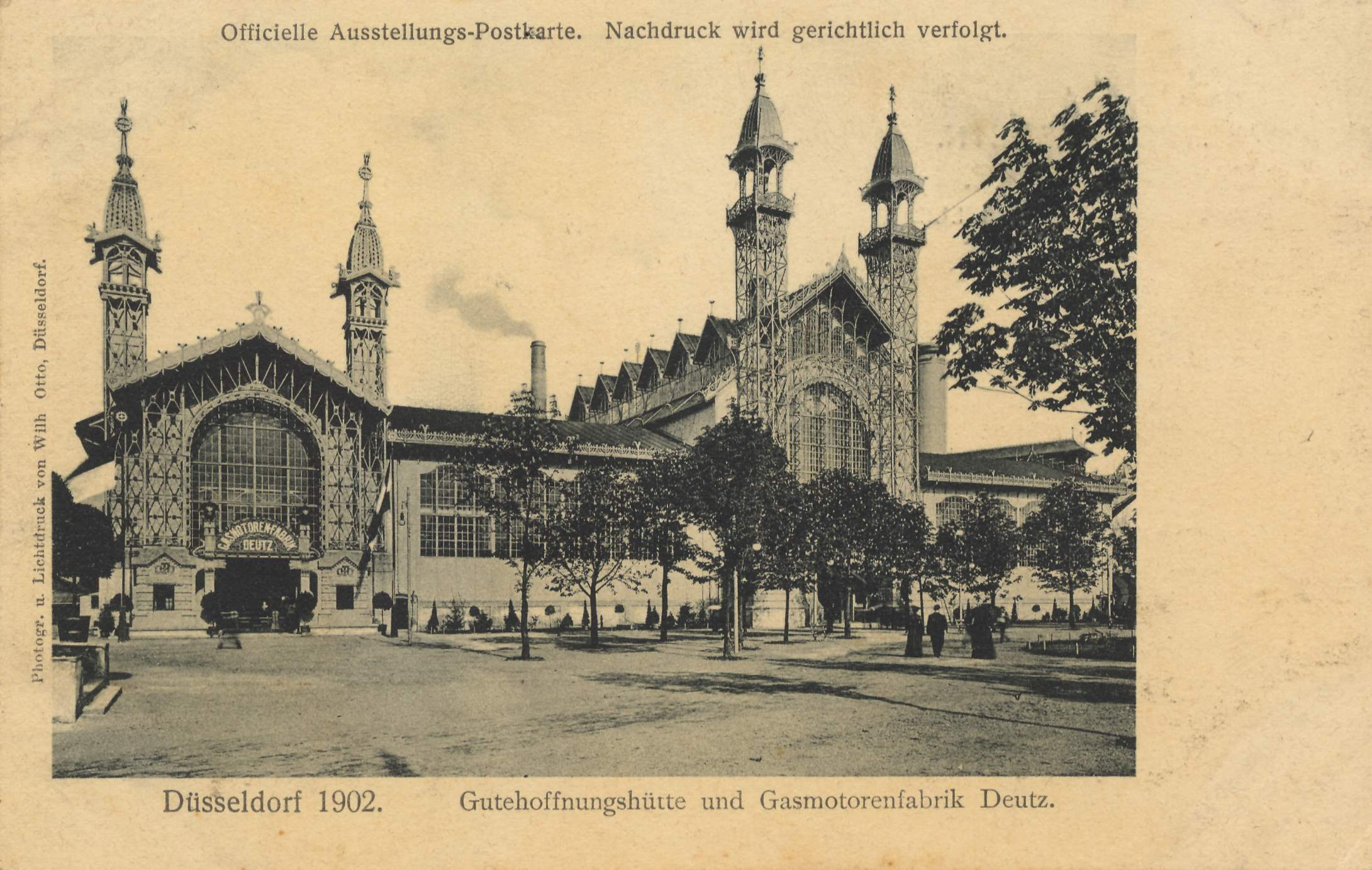
Hallen der Gutehoffnungshütte und der Gasmotorenfabrik Deutz, 1902, Postkarte

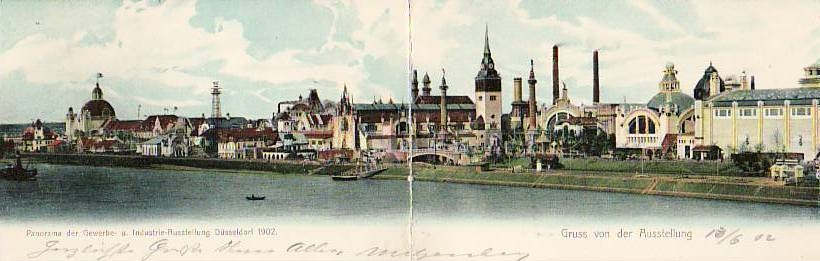
Panorama der Industrie- und Gewerbeausstellung Düsseldorf 1902: Die Doppeltürme der Jugendstilhalle von Bruno Möhring sind in der Bildmitte zu sehen.

Der Industriebau mit Jugendstilschmuck stammt ursprünglich aus Deutschland. Er war 1902 im Auftrag der Gutehoffnungshütte in Oberhausen und der Gasmotorenfabrik Deutz (später Teil der Klöckner-Humboldt-Deutz-Werke) nach Plänen des Berliner Architekten Bruno Möhring und des Chefkonstrukteurs der Gutehoffnungshütte, Reinhold Krohn (Brückenbauabteilung in Oberhausen-Sterkrade), als Ausstellungshalle für die Rheinisch-Westfälische Industrie- und Gewerbeausstellung in Düsseldorf-Golzheim errichtet worden. Die Halle war direktes Vorbild für die berühmte, ebenfalls von Möhring gestaltete Jugendstil-Maschinenhalle der Zeche Zollern II/IV in Dortmund-Bövinghausen. Da von vornherein feststand, dass die Halle nicht dauerhaft in Düsseldorf verbleiben würde, wurde sie mittels Verschraubungen komplett demontierbar konstruiert.

### Museum Mexiko
Der größere Hauptteil wurde von dem mexikanischen Unternehmen José Landeros y Cos in Zusammenarbeit mit der Compañía Mexicana de Exposición Permanente erworben, nach Mexiko verschifft und von 1903 bis 1905 in der Nähe des Bahnhofs Buenavista wieder aufgebaut. Dort diente er ab 1909 als nationales Museum der Naturgeschichte Mexikos, zeigte Dinosaurier und anderes. 1960 führten starke Schäden an der Sammlung zur Schließung des Museums. Ab 1973 ging die Halle an die Universidad Nacional Autónoma de México (UNAM) über, die den Bau nach Renovierung und Umgestaltung am 25. November 1975 als Zentrum für junge, avantgardistische und experimentelle Kunst (Bildende Kunst, Theater und Musik) wiedereröffnete. Das Gebäude wurde ab 2006 bis 2010 nach Plänen des argentinischen Architekten Enrique Norton erneut renoviert und umgebaut. Alle späteren Einbauten wurden dabei entfernt, im Innern eine über mehrere Stockwerke führende, frei stehende Rampe eingebaut.

### Möhring-Halle Köln
Die Elemente des kleineren Teil gerieten nach der Ausstellung zunächst in Vergessenheit, die Halle galt als verschollen. Zu Beginn des 21. Jahrhunderts wurde die Halle in zwei Teilen wiederentdeckt. Der Flügelbau war nach Köln-Deutz auf das Gelände der Gasmotorenfabrik Deutz verbracht und in vereinfachten Formen als Kernmacherei wiederaufgebaut worden (Halle 17, sogenannte „Möhring-Halle“).